# MBT-2000主战坦克
MBT-2000主戰坦克是由中國北方工業 (NORINCO) 推出的供外贸出口的主战坦克，是90-II式的一款后续发展型号，即90-IIM。是与巴基斯坦联合研制共同开发的。又命名“VT-1”。

## 历史
MBT-2000的发展可追溯至巴基斯坦求助中国合作为巴基斯坦塔克西拉重工业公司（HIT）建立坦克翻修工厂，初期是为巴军的59式坦克，但巴国宿敌印度购买T-72主战坦克后，巴基斯坦便请求中国协助研发新式主战坦克。中国在1990年与巴基斯坦达成共同为巴国陆军开发第三代坦克的协议，1991年第一辆90-II坦克工程样车对外展示，在国内无法提供满足要求的动力-传动系统的前提下，选用国外设备，共制造了4型动力系统验证样车，供巴基斯坦军方进行测试。1996年配置乌克兰马雷舍夫工厂提供的6TD-2型柴油机的版本最终通过巴陆军全面测试。这个中巴两国合作项目定名为“MBT-2000”。于2000年设计定型。由中国北方工业在2001年阿布扎比防务展览会上展示MBT-2000。巴基斯坦特許生產的命名為“卡立”（英語：Al-Khalid），2002年巴基斯坦成為第一個拥有可構成作戰單位數量MBT-2000的國家。中方命名为“VT-1”。

## 概况

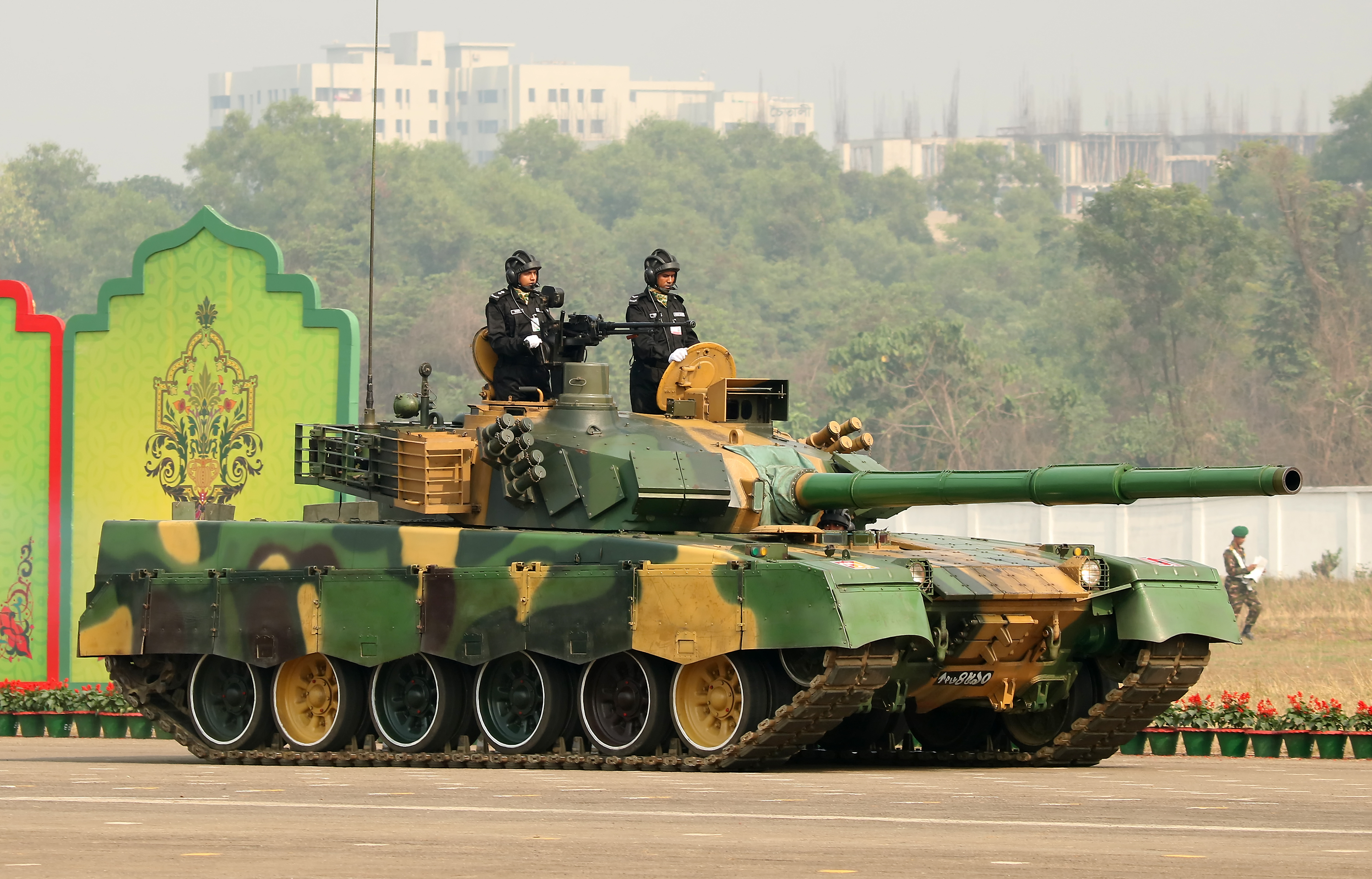
孟加拉国的VT-1A (MBT-2000)

MBT-2000主战坦克採用乌克兰马雷舍夫工厂制6TD-2型1200匹马力柴油引擎，发动机和传动装置为一个整体动力单元可整体吊装。安装有复合装甲和附加爆炸反应装甲，炮塔的正面主装甲抗穿甲弹能力相当于600毫米轧制均质钢装甲，装甲防护已经超越了德国豹2主战坦克。主炮使用中国研制的125毫米口径滑膛炮，带有自动装弹机，射速6~8发/分钟，配备指挥仪式火控系统及车长周视镜，并结合自动跟踪及热成像仪。辅助武器配有一挺7.62毫米并列同轴机枪，一挺12.7毫米高射机枪。
巴基斯坦陆军装备的「卡立」坦克是MBT-2000基础上为巴基斯坦量身定做。VT-1A為MBT-2000的改款，某些分系统根据客户需求的不同进行选配，2009年發佈，針對人體工學和防護力、自動裝彈做改进，並外銷出口。2009年向缅甸出口，2010年中标向摩洛哥出口。2011年孟加拉国采购该型坦克。2009年秘鲁曾决定购买VT-1A并租赁5辆进行试验，因乌克兰也派出T-84主戰坦克参与向秘鲁出口坦克的竞争，乌克兰拒绝提供相关动力部件的许可保证，VT-1A的性能虽然压倒乌克兰坦克，但乌克兰威胁不提供动力系统组件下，最终导致秘鲁放弃采购，退回了5辆坦克。
因为巴基斯坦认为开发该坦克时曾经投入资金，虽然技术专利由中方持有，但这型坦克仍是中巴合作的成果，对于中国没有征得巴方许可的情况下就对外推销出售这一型号坦克提出了抗議，在2012年巴基斯坦防务展中，塔克西拉重工（HIT）与中国北方工业签署谅解备忘录了结此事，按照备忘录就中、巴两国合作营销，利润分享和技术转让等方面做了相关规定。

## 使用国

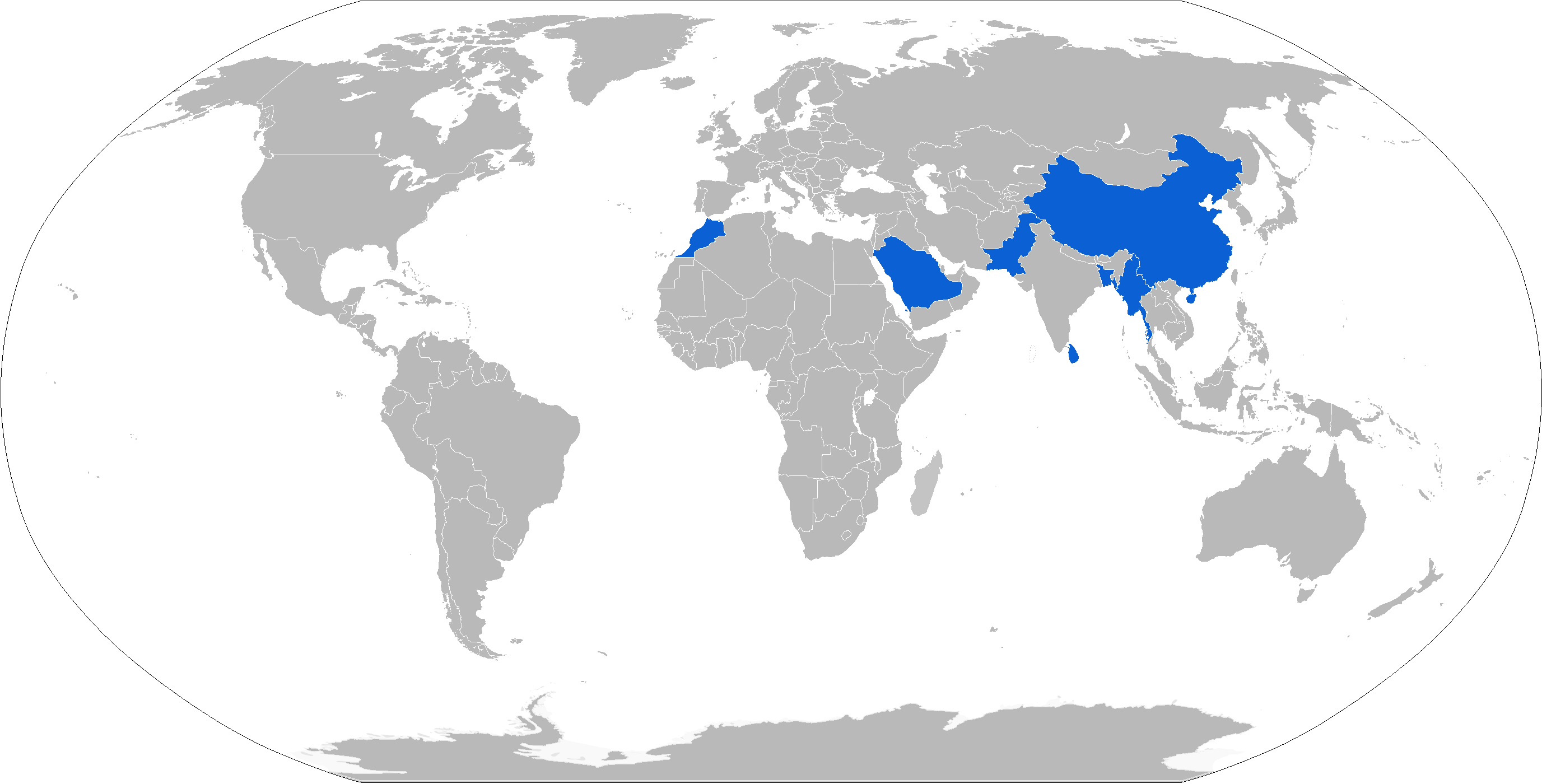
MBT-2000使用國

- 巴基斯坦 - 415辆左右“卡立”坦克（至2017年[8])
- 緬甸 - 2009年采购144輛 VT-1A[9]。
- 摩洛哥 - 2010年采购54辆 VT-1A，后续还有96辆订单。
- - 2011年向中国采购44辆 VT-1A和3辆装甲回收车，花费1.47亿美元。[10]
- 斯里蘭卡 - 22輛 MBT-2000。
- 中华人民共和国 - 3輛 VT1A 於黑龍江省軍區擔任訓練車輛。

## 外部連結
- （英文）-Sino Defence